# NGC 1193
NGC 1193 (другое обозначение — OCL 390) — рассеянное звёздное скопление в созвездии Персей.
Этот объект входит в число перечисленных в оригинальной редакции «Нового общего каталога».
Скопление состоит в основном из звёзд главной последовательности и редких красных гигантов. Во внутренней области есть несколько кандидатов в голубые отставшие звёзды. Средняя металличность входящих в NGC 1193 звёзд равна [Fe/H] -0,45 ± 0,12.